# Engerdal
Engerdal és un municipi situat al comtat d'Innlandet, Noruega. Té 1.305 habitants (2016) i la seva superfície és de 2.197 km². El centre administratiu del municipi és el poble homònim.
Forma part de la regió tradicional d'Østerdalen. En aquest municipi també s'hi troba el Parc Nacional de Femundsmarka.
Engerdal és l'únic municipi del comtat de Hedmark que té una comunitat sami, i de fet el municipi marca la frontera meridional de l'actual regió tradicional sami, la Lapònia. Hi ha un museu que exhibeix artefactes i edificis d'aquesta cultura.

## Informació general
Fou creat l'1 de gener de 1911 a partir de parts dels municipis de Tolga, Trysil, Ytre Rendal, i Øvre Rendal.

### Nom
El primer element prové del nom del riu Engera i l'últim element és dal, que significa "vall". El nom del riu deriva del nom del llac Engeren, i el nom d'aquest probablement deriva de l'antiga paraula nòrdica ongr que significa "estret".

### Escut d'armes
L'escut d'armes és modern. Se'ls va concedir el 8 de febrer de 1991. L'escut mostra dues peces d'un arreu (la collera) daurades sobre un fons verd. Els dos objectes simbolitzen els llaços entre el cavall i l'home i al mateix temps la connexió entre el treball i la recreació.

## Geografia

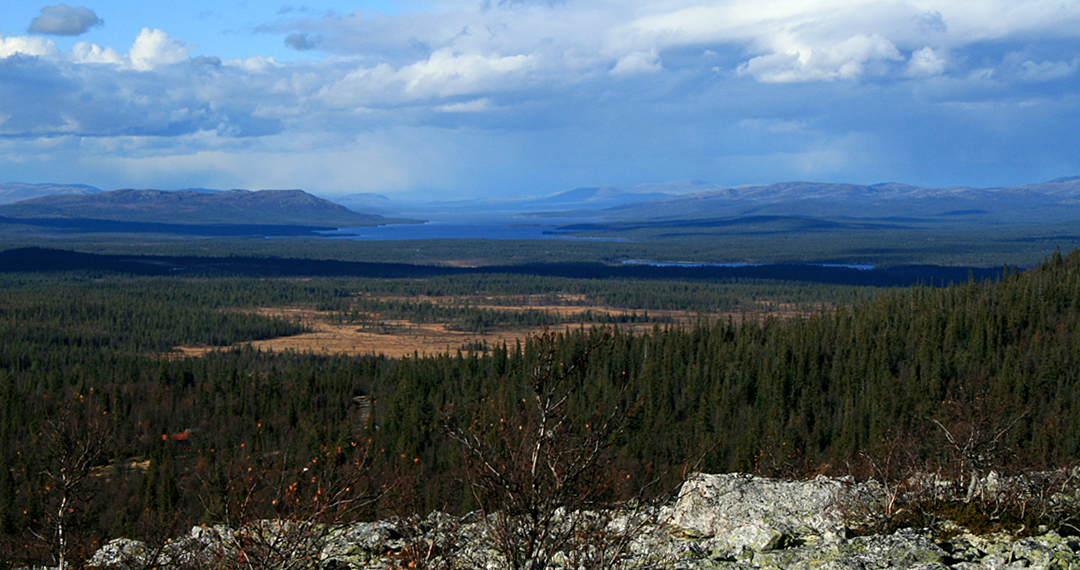
Els boscos del municipi, amb el llac Femund al fons.

El municipi està situat al nord-est del comtat de Hedmark. És confinat per Suècia al nord i l'est, pel municipi de Trysil al sud, Rendalen a l'oest, i Os i Tolga al nord-oest.
Una part important del llac Femunden i aproximadament la meitat del Parc Nacional Femundsmarka es troben dins del terme municipal.

### Parcs nacionals

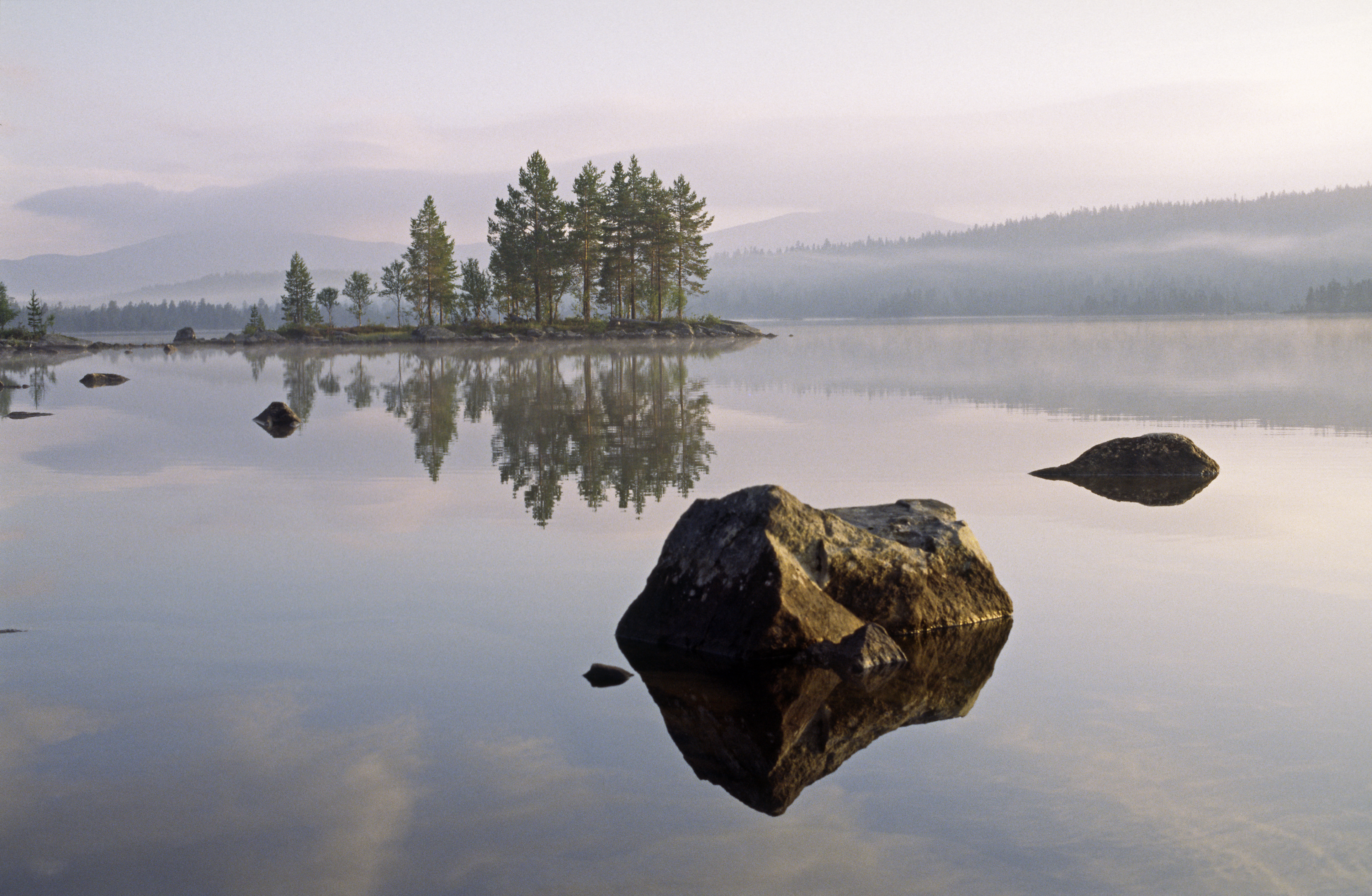
Un dels llacs del Parc Nacional de Gutulia.

Engerdal engloba dos parcs nacionals. En primer lloc hi ha el Parc Nacional de Femundsmarka, que fou fundat el 1971 i està situat al nord-est del municipi. La zona és popular pels seus nombrosos llacs i atrau una gran quantitat de pescadors cada any. Els mateixos llacs també són perfectes per fer ràfting en canoa. A causa de la seva gran àrea de forma contínua, vigilat i protegit, el parc nacional és el més gran del sud d'Escandinàvia i la zona s'ha convertit en l'hàbitat de moltes espècies d'animals rars.
El segon parc nacional, el Parc Nacional de Gutulia, és molt més petit, però té un complex més vigorós d'arbres i pantans. Fou fundat el 1968 i atreu una gran quantitat de turistes.

## Economia
Les principals fonts d'ingressos del municipi són l'agricultura, la ramaderia i el turisme. El terreny destinat a l'agricultura ocupa 13.000 hectàrees, que inclou prop de 60 unitats operatives. A causa del clima rigorós, l'activitat ramadera es basa principalment al voltant d'ovelles i vaques, que produeixen llet. Una altra activitat important és la silvicultura. La superfície forestal total és d'1.000.636 hectàrees. El 40% del bosc és d'avet i el 60% de pi roig. El principal propietari de la terra és el govern, mentre que la resta es divideix entre els propietaris de propietats privades i les propietats municipals.